# Burchellia vinula
Burchellia vinula är en kackerlacksart som först beskrevs av Lucas J. Stal 1856.  Burchellia vinula ingår i släktet Burchellia och familjen småkackerlackor. Inga underarter finns listade.